# Lista planetelor minore/163901–164000
Aceasta este Lista planetelor minore/163901–164000; pentru a naviga prin lista completă vezi Lista planetelor minore.
Pentru ale detalii vezi și Proiect:Astronomie sau Portal:Astronomie.
| Nume     | Denumire provizorie | Data descoperirii  | Locul descoperirii  | Descoperitor(i)   |
| -------- | ------------------- | ------------------ | ------------------- | ----------------- |
| 163901 - | 2003 SG222          | 27 septembrie 2003 | Desert Eagle        | W. K. Y. Yeung    |
| 163902 - | 2003 SW222          | 30 septembrie 2003 | Socorro             | LINEAR            |
| 163903 - | 2003 SK223          | 29 septembrie 2003 | Desert Eagle        | W. K. Y. Yeung    |
| 163904 - | 2003 SX224          | 24 septembrie 2003 | Palomar             | NEAT              |
| 163905 - | 2003 SW225          | 26 septembrie 2003 | Socorro             | LINEAR            |
| 163906 - | 2003 SA226          | 26 septembrie 2003 | Socorro             | LINEAR            |
| 163907 - | 2003 SD230          | 24 septembrie 2003 | Palomar             | NEAT              |
| 163908 - | 2003 SU234          | 25 septembrie 2003 | Haleakala           | NEAT              |
| 163909 - | 2003 SM237          | 26 septembrie 2003 | Socorro             | LINEAR            |
| 163910 - | 2003 SF238          | 27 septembrie 2003 | Desert Eagle        | W. K. Y. Yeung    |
| 163911 - | 2003 SA239          | 27 septembrie 2003 | Socorro             | LINEAR            |
| 163912 - | 2003 SN245          | 26 septembrie 2003 | Socorro             | LINEAR            |
| 163913 - | 2003 SP246          | 26 septembrie 2003 | Socorro             | LINEAR            |
| 163914 - | 2003 SU247          | 26 septembrie 2003 | Socorro             | LINEAR            |
| 163915 - | 2003 SO248          | 26 septembrie 2003 | Socorro             | LINEAR            |
| 163916 - | 2003 SE252          | 26 septembrie 2003 | Socorro             | LINEAR            |
| 163917 - | 2003 SH252          | 26 septembrie 2003 | Socorro             | LINEAR            |
| 163918 - | 2003 SQ252          | 26 septembrie 2003 | Socorro             | LINEAR            |
| 163919 - | 2003 SX259          | 28 septembrie 2003 | Kitt Peak           | Spacewatch        |
| 163920 - | 2003 SM272          | 27 septembrie 2003 | Socorro             | LINEAR            |
| 163921 - | 2003 SK278          | 30 septembrie 2003 | Socorro             | LINEAR            |
| 163922 - | 2003 SL282          | 19 septembrie 2003 | Anderson Mesa       | LONEOS            |
| 163923 - | 2003 SW292          | 26 septembrie 2003 | Črni Vrh            | Črni Vrh          |
| 163924 - | 2003 SN293          | 27 septembrie 2003 | Socorro             | LINEAR            |
| 163925 - | 2003 SC296          | 29 septembrie 2003 | Anderson Mesa       | LONEOS            |
| 163926 - | 2003 SN299          | 29 septembrie 2003 | Socorro             | LINEAR            |
| 163927 - | 2003 SO304          | 17 septembrie 2003 | Palomar             | NEAT              |
| 163928 - | 2003 SY304          | 17 septembrie 2003 | Palomar             | NEAT              |
| 163929 - | 2003 SF306          | 30 septembrie 2003 | Socorro             | LINEAR            |
| 163930 - | 2003 SQ308          | 29 septembrie 2003 | Anderson Mesa       | LONEOS            |
| 163931 - | 2003 SQ309          | 27 septembrie 2003 | Socorro             | LINEAR            |
| 163932 - | 2003 SD310          | 28 septembrie 2003 | Socorro             | LINEAR            |
| 163933 - | 2003 SG310          | 28 septembrie 2003 | Socorro             | LINEAR            |
| 163934 - | 2003 SG311          | 29 septembrie 2003 | Socorro             | LINEAR            |
| 163935 - | 2003 SG321          | 20 septembrie 2003 | Campo Imperatore⁠(d) | CINEOS⁠(d)         |
| 163936 - | 2003 TT11           | 14 octombrie 2003  | Anderson Mesa       | LONEOS            |
| 163937 - | 2003 TD12           | 14 octombrie 2003  | Anderson Mesa       | LONEOS            |
| 163938 - | 2003 TV17           | 15 octombrie 2003  | Palomar             | NEAT              |
| 163939 - | 2003 TA20           | 5 octombrie 2003   | Socorro             | LINEAR            |
| 163940 - | 2003 TK20           | 14 octombrie 2003  | Palomar             | NEAT              |
| 163941 - | 2003 TU58           | 5 octombrie 2003   | Socorro             | LINEAR            |
| 163942 - | 2003 UN             | 16 octombrie 2003  | Palomar             | NEAT              |
| 163943 - | 2003 UF9            | 18 octombrie 2003  | Socorro             | LINEAR            |
| 163944 - | 2003 UE12           | 20 octombrie 2003  | Nashville⁠(d)        | R. Clingan⁠(d)     |
| 163945 - | 2003 UJ12           | 21 octombrie 2003  | Nashville           | R. Clingan        |
| 163946 - | 2003 UC14           | 16 octombrie 2003  | Anderson Mesa       | LONEOS            |
| 163947 - | 2003 UW15           | 16 octombrie 2003  | Anderson Mesa       | LONEOS            |
| 163948 - | 2003 UH19           | 20 octombrie 2003  | Kitt Peak           | Spacewatch        |
| 163949 - | 2003 UN21           | 17 octombrie 2003  | Anderson Mesa       | LONEOS            |
| 163950   | 2003 UN22           | 23 octombrie 2003  | Wrightwood          | J. W. Young⁠(d)    |
| 163951 - | 2003 UP22           | 23 octombrie 2003  | Kitt Peak           | Spacewatch        |
| 163952 - | 2003 UN28           | 19 octombrie 2003  | Kitt Peak           | Spacewatch        |
| 163953 - | 2003 UC36           | 16 octombrie 2003  | Palomar             | NEAT              |
| 163954 - | 2003 UA37           | 16 octombrie 2003  | Palomar             | NEAT              |
| 163955 - | 2003 US40           | 16 octombrie 2003  | Anderson Mesa       | LONEOS            |
| 163956 - | 2003 UV45           | 18 octombrie 2003  | Kitt Peak           | Spacewatch        |
| 163957 - | 2003 UY48           | 16 octombrie 2003  | Anderson Mesa       | LONEOS            |
| 163958 - | 2003 UY55           | 24 octombrie 2003  | Kingsnake⁠(d)        | J. V. McClusky⁠(d) |
| 163959 - | 2003 UF63           | 16 octombrie 2003  | Palomar             | NEAT              |
| 163960 - | 2003 UX63           | 16 octombrie 2003  | Anderson Mesa       | LONEOS            |
| 163961 - | 2003 UD68           | 16 octombrie 2003  | Kitt Peak           | Spacewatch        |
| 163962 - | 2003 US77           | 17 octombrie 2003  | Kitt Peak           | Spacewatch        |
| 163963 - | 2003 UO80           | 16 octombrie 2003  | Kitt Peak           | Spacewatch        |
| 163964 - | 2003 UR81           | 16 octombrie 2003  | Haleakala           | NEAT              |
| 163965 - | 2003 UT82           | 19 octombrie 2003  | Palomar             | NEAT              |
| 163966 - | 2003 UJ86           | 18 octombrie 2003  | Palomar             | NEAT              |
| 163967 - | 2003 UV88           | 19 octombrie 2003  | Anderson Mesa       | LONEOS            |
| 163968 - | 2003 UV99           | 19 octombrie 2003  | Palomar             | NEAT              |
| 163969 - | 2003 UA100          | 19 octombrie 2003  | Palomar             | NEAT              |
| 163970 - | 2003 UW101          | 20 octombrie 2003  | Socorro             | LINEAR            |
| 163971 - | 2003 UQ102          | 20 octombrie 2003  | Kitt Peak           | Spacewatch        |
| 163972 - | 2003 UF106          | 18 octombrie 2003  | Kitt Peak           | Spacewatch        |
| 163973 - | 2003 UL107          | 19 octombrie 2003  | Kitt Peak           | Spacewatch        |
| 163974 - | 2003 UC109          | 19 octombrie 2003  | Palomar             | NEAT              |
| 163975 - | 2003 UB110          | 19 octombrie 2003  | Kitt Peak           | Spacewatch        |
| 163976 - | 2003 UN111          | 20 octombrie 2003  | Palomar             | NEAT              |
| 163977 - | 2003 UY111          | 20 octombrie 2003  | Socorro             | LINEAR            |
| 163978 - | 2003 UU115          | 20 octombrie 2003  | Palomar             | NEAT              |
| 163979 - | 2003 UF116          | 21 octombrie 2003  | Socorro             | LINEAR            |
| 163980 - | 2003 UC118          | 17 octombrie 2003  | Anderson Mesa       | LONEOS            |
| 163981 - | 2003 UY120          | 18 octombrie 2003  | Kitt Peak           | Spacewatch        |
| 163982 - | 2003 UK127          | 21 octombrie 2003  | Kitt Peak           | Spacewatch        |
| 163983 - | 2003 UK129          | 18 octombrie 2003  | Palomar             | NEAT              |
| 163984 - | 2003 UC132          | 19 octombrie 2003  | Anderson Mesa       | LONEOS            |
| 163985 - | 2003 UM134          | 20 octombrie 2003  | Palomar             | NEAT              |
| 163986 - | 2003 UV134          | 20 octombrie 2003  | Palomar             | NEAT              |
| 163987 - | 2003 UK138          | 21 octombrie 2003  | Socorro             | LINEAR            |
| 163988 - | 2003 UQ142          | 18 octombrie 2003  | Anderson Mesa       | LONEOS            |
| 163989 - | 2003 UD147          | 18 octombrie 2003  | Anderson Mesa       | LONEOS            |
| 163990 - | 2003 UN147          | 18 octombrie 2003  | Anderson Mesa       | LONEOS            |
| 163991 - | 2003 UR147          | 18 octombrie 2003  | Kitt Peak           | Spacewatch        |
| 163992 - | 2003 UZ147          | 18 octombrie 2003  | Palomar             | NEAT              |
| 163993 - | 2003 UR148          | 19 octombrie 2003  | Kitt Peak           | Spacewatch        |
| 163994 - | 2003 UT149          | 20 octombrie 2003  | Socorro             | LINEAR            |
| 163995 - | 2003 UO150          | 20 octombrie 2003  | Kitt Peak           | Spacewatch        |
| 163996 - | 2003 UT150          | 21 octombrie 2003  | Kitt Peak           | Spacewatch        |
| 163997 - | 2003 UK163          | 21 octombrie 2003  | Socorro             | LINEAR            |
| 163998 - | 2003 UL164          | 21 octombrie 2003  | Socorro             | LINEAR            |
| 163999 - | 2003 UR165          | 21 octombrie 2003  | Kitt Peak           | Spacewatch        |
| 164000 - | 2003 UH167          | 22 octombrie 2003  | Socorro             | LINEAR            |